# Armorial des familles de Franche-Comté
L'Armorial des familles de Franche-Comté rassemble les armoiries, sous forme de figures et de blasonnements, ainsi que les devises des familles nobles et notables ayant eu une présence significative en Franche-Comté sous l'Ancien Régime.

## Familles comtales
| Blason | Nom de la famille et blasonnement | Devise |
| ------ | --- | ------ |
|        | Comtes de Bourgogne ancien De gueules à l'aigle éployée d'argent.                                                                              |        |
|        | Comtes de Bourgogne après 1284 Au lion d'or, couronné de même, armé et lampassé de gueules (ou d'or), sur champ d'azur semé de billettes d'or. |        |

## Familles de Franche-Comté
- Haut – A
- B
- C
- D
- E
- F
- G
- H
- I
- J
- K
- L
- M
- N
- O
- P
- Q
- R
- S
- T
- U
- V
- W
- X
- Y
- Z

### A
| Blason           | Nom de la famille et blasonnement | Devise                     |
| ---------------- | --- | -------------------------- |
| Blason Abbans    | Famille d'Abbans D'argent à la croix de gueules cantonnée en chef de deux roses de même., - Famille noble éteinte                                                                   |                            |
|                  | Famille Abriot de Grusse De gueules à trois besants d'or., Alias d'or à trois tourteaux d'azur. Alias d'azur à deux croix épiscopales d'or en sautoir. - Famille noble éteinte      |                            |
| Blason Accolans  | Famille d'Accolans De gueules au chevron d'or., - Famille noble éteinte |                            |
|                  | Famille d'Achey de Thoraise De gueules, à deux haches d'armes posées en pal, et adossées, d'or., - Famille noble éteinte                                                            | Jamais las d'Acher         |
|                  | Famille d'Agay ou Dagay D'or au lion de gueules ; au chef d'azur. Alias le champ de gueules, le lion d'or. Alias le champ d'azur, le lion de gueules, le chef d'or. - Famille noble |                            |
|                  | Famille d'Amance Burelé d'argent et de sable de douze pièces ; à la bande de gueules brochant sur le tout. Alias le burelé de neuf pièces., - Famille noble                         |                            |
|                  | Famille d'Amancey De gueules à trois coquilles d'or. - Famille noble |                            |
|                  | Famille d'Ambly, orig. Champagne D'argent à trois lionceaux de sable lampassés de gueules, 2 et 1., - Famille noble éteinte                                                         |                            |
|                  | Famille d'Amoncourt De gueules au sautoir d'or., Alias le sautoir chargé d'une étoile en cœur., - Famille noble éteinte                                                             |                            |
|                  | Famille d'Amondans ou Damondans D'azur à trois coquilles d'or., - Famille noble éteinte                                                                                             |                            |
|                  | Famille d'Ancier ou Dancier D'argent à la fasce de gueules., Alias accompagnée de trois étoiles de même. - Famille noble éteinte                                                    |                            |
| Blason Andelot   | Famille d'Andelot Échiqueté d'argent et d'azur ; au lion de gueules armé, lampassé et couronné d'or, brochant sur le tout. - Famille noble                                          | Les combats sont mes ébats |
| Blason Arguel    | Famille d'Arguel De gueules à une comète à huit rais d'or. - Famille noble |                            |
| Blason Aubonne   | Famille d'Aubonne D'azur au chevron d'argent accompagné de deux étoiles en chef et d'un croissant en pointe. - Famille noble                                                        |                            |
|                  | Famille d'Augerans Bandé de gueules et d'argent de six pièces. - Famille noble éteinte                                                                                              |                            |
| Blason Augicourt | Famille d'Augicourt De gueules à une croix ancrée d'or., - Famille noble |                            |
|                  | Famille d'Autrey De gueules à trois chevrons d'or., - Famille noble éteinte |                            |
| Blason Avanne    | Famille d'Avanne D'or à trois quintefeuilles de gueules. - Famille noble éteinte |                            |

### B
| Blason                                  | Nom de la famille et blasonnement | Devise                      |
| --------------------------------------- | --- | --------------------------- |
|                                         | Famille Bachelu Écartelé : au 1, contre-écartelé denché d'argent et de gueules ; au 2, de gueules à une épée haute d'argent en pal ; au 3, parti d'argent au chevron de gueules accompagné de trois mains appaumées du même, et de gueules à trois feuilles de chêne d'argent ; au 4, coupé, au 1 écartelé d'argent et de gueules, au 2 fascé d'or et d'azur de quatre pièces. - Famille noble |                             |
| Blason Famille des Barres Franche-Comté | Famille des Barres D'azur à la fasce d'or accompagnée de trois croissants de même., Alias la fasce chargée d'une étoile de gueules, les croissants d'argent. - Famille noble |                             |
|                                         | Famille de Bauffremont alias Baufremont ou Beaufremont Vairé d'or et de gueules. - Famille noble subsistante | Deus adest primo christiano |
|                                         | Famille de La Baume-Montrevel D'or à la bande vivrée d'azur. - Famille noble |                             |
|                                         | Famille de La Baume-Saint-Amour D'or à la bande d'azur., - Famille noble |                             |
|                                         | Famille de Baumotte De sable au sautoir d'argent., - Famille noble éteinte | Prouesse de Baumotte        |
|                                         | Famille de Belenet ou Bellenet D'azur au chevron d'or accompagné de trois roses du même., - Famille noble subsistante |                             |
| Blason Belvoir                          | Famille de Belvoir-lez-Baume De gueules à trois quintefeuilles percées d'or ; au lambel d'azur à trois pendants en chef., - Famille noble éteinte | Gentillesse de Belvoir      |
|                                         | Famille Besancenot de Cendrecourt D'azur à un palmier arraché de sinople. - Famille noble |                             |
|                                         | Famille de Blicterswick, orig. Gueldre D'or à une émanchure de gueules de trois pièces., - Famille noble éteinte | Honneur y gît               |
|                                         | Famille Bonnot De … au chevron de … accompagné de trois moineaux de …, - Famille noble |                             |
|                                         | Famille Bonvalot D'argent à trois jumelles de gueules., - Famille noble |                             |
|                                         | Famille de Borrey D'argent à trois bandes d'azur ; au chef de gueules chargé d'un lion léopardé d'argent. Alias le champ à trois roues d'azur. - Famille noble éteinte |                             |
|                                         | Famille Boudran D'azur à une bande d'or chargée de trois cœurs de gueules. - Famille bourgeoise |                             |
|                                         | Famille Bouhelier ou Bouhélier De gueules à trois fasces d'or., - Famille noble |                             |
|                                         | Famille Bouvier D'azur au chevron d'or., |                             |
|                                         | Famille Boyvin Tranché en onde d'azur et d'argent, à un croissant renversé d'argent sur l'azur, au raisin au naturel feuillé de sinople sur l'argent. - Famille noble | Conscientia et fama         |
|                                         | Famille de Branges de Bourcia ou de Branges De gueules au sautoir d'or., - Famille noble |                             |
|                                         | Famille Brun D'or à trois grappes de raisin au naturel tigées et feuillées de sinople. - Famille noble |                             |
|                                         | Famille Buretel de Chassey D'azur à deux fasces d'or, accompagnées de trois buretels d'argent., Alias de sinople à trois besants d'or, rangés en fasce entre deux jumelles d'argent., - Famille noble subsistante |                             |
|                                         | Famille Buson de Champdiviers Parti d'argent et de gueules à trois quintefeuilles de même posées en bande de l'un en l'autre. Alias trois roses. - Famille noble | Aut perfice, aut ne tentes  |
|                                         | Famille de Butte De gueules à la croix d'or., Alias à la croix d'argent. - Famille noble |                             |
|                                         | Famille de Buyer D'azur au lion passant d'argent tenant entre ses griffes un écu d'or chargé d'un chêne arraché de sinople. Alias le chêne sur un écu d'argent. Alias le lion d'or. - Famille noble subsistante | Transit vitam perigrinando  |
| Blason Byans                            | Famille de Byans-lez-Usiers De gueules au sautoir d'or cantonné de douze billettes du même. - Famille noble éteinte |                             |

### C
| Blason                    | Nom de la famille et blasonnement | Devise                                           |
| ------------------------- | --- | ------------------------------------------------ |
| Blason Famille Carondelet | Famille Carondelet D'azur à la bande d'or, accompagnée de six besants de même en orle., - Famille noble éteinte | Nosce opportunitatem                             |
|                           | Famille Carteron ou Quarteron D'or à une bande d'azur accompagnée de deux roses de gueules., - Famille noble |                                                  |
|                           | Famille Cellier D'or au lion de gueules., - Famille noble |                                                  |
|                           | Famille de Cemboing D'or à trois bandes de gueules., Alias deux bandes. - Famille noble éteinte |                                                  |
| Blason Chaffois           | Famille de Chaffoy-Mugnans ou Chaffois Losangé d'or et d'azur à la fasce d'argent., - Famille noble | Rebelle de Chaffoy                               |
|                           | Maison de Chalon et Chalon-Arlay De gueules à la bande d'or., Alias la bande chargée d'une étoile d'azur. - Maison noble | Riches de Chalon                                 |
|                           | Famille de Chamberet Coupé : au 1, de gueules à deux étoiles d'or ; au 2, d'azur au lion passant d'or ; à la fasce d'argent brochant sur le coupé. - Famille d'ancienne bourgeoisie                                                                                       |                                                  |
| Blason Chamole            | Famille de Chamole De gueules à trois rocs d'argent., - Famille noble éteinte |                                                  |
|                           | Famille de Champagne D'or au lion de gueules. - Famille noble |                                                  |
|                           | Famille de Champdivers ou Champdhivers D'azur au chevron d'or., Alias palé de sept pièces. - Famille noble éteinte | Prud'homie de Champdhivers                       |
|                           | Famille de Champlitte alias Champagne-Champlitte De gueules au lion d'or couronné de même. Alias le lion armé et lampassé d'azur. Alias d'azur, à un lion d'or. - Famille noble                                                                                           |                                                  |
| Blason Chantrans          | Famille de Chantrans De gueules à trois chevrons d'argent., - Famille noble éteinte |                                                  |
|                           | Famille de Chassal ou Chassault De gueules au sautoir d'argent., - Famille noble |                                                  |
|                           | Famille de Chassey De gueules à la fasce d'argent frettée d'azur., - Famille noble éteinte | Est bien pour Chassey                            |
|                           | Famille Chaudet D'azur à l'escarboucle fleurdelisée d'or., - Famille noble éteinte |                                                  |
|                           | Famille de Chaussin De sable à une fasce d'argent accompagnée en chef d'un croissant de même. - Famille noble |                                                  |
|                           | Famille Chifflet De gueules au sautoir d'argent accompagné en chef d'un serpent d'or se mordant la queue. Alias écartelé ; aux 2 et 3, parti de gueules à la bande engrêlée d'or et de … fretté de gueules. - Famille noble éteinte                                       | Deo, Cæsari, patriæ ou Regia secutus via         |
|                           | Famille de Chilley ou Chilly D'or à la fasce de gueules., Alias brisé d'un lambel de gueules à cinq pendants. - Famille noble éteinte |                                                  |
| Blason Choiseul           | Famille de Choiseul D'azur à la croix d'or cantonnée de dix-huit billettes de même, dix en chef, huit en pointe. Alias la croix cantonnée de vingt billettes, dix en chef, dix en pointe. - Famille noble                                                                 |                                                  |
|                           | Famille de Cicon D'or à la fasce de sable., Alias de gueules, à la bande d'or accompagnée de deux cotices de même. - Famille noble éteinte | Paillardise de Cicon                             |
|                           | Famille Clerc de Neurey et de Francalmont D'argent au chevron de sable., Alias d'azur, à deux jumelles d'or. - Famille noble éteinte |                                                  |
|                           | Famille de Cléron ou Clairon De gueules à une croix d'argent cantonnée de quatre croisettes fleuronnées de même., - Famille noble éteinte | Sonne haut, Clairon, pour l'honneur de ta maison |
|                           | Famille de Cointet De sable au sautoir d'argent ; au chef d'or. - Famille noble |                                                  |
|                           | Famille de Coligny De gueules à l'aigle d'argent, becquée, membrée et couronnée d'azur., Alias l'aigle chargée en cœur d'un croissant. - Maison noble | Je les éprouve toutes                            |
| Blason Colombier          | Famille de Colombier De gueules au chef d'argent chargé de trois coquilles de gueules. Alias d'azur, au chevron d'or. - Famille noble éteinte |                                                  |
|                           | Famille de Cotebrune De gueules au sautoir d'or., Alias au sautoir d'argent. - Famille noble éteinte |                                                  |
|                           | Famille Courlet de Vregille et de Boulot D'azur au chevron d'or accompagné en chef de deux étoiles de même et en pointe d'un cœur aussi d'or., Alias le champ d'argent, le chevron et les étoiles de gueules, en pointe un croissant de même. - Famille noble subsistante |                                                  |
|                           | Famille Cousin D'azur à la fasce d'argent chargée d'un serpent étendu de sinople et accompagnée en chef d'un oiseau essorant d'argent becqué et membré d'or. - Famille noble                                                                                              |                                                  |
| Blason Cusance            | Famille de Cusance D'or à l'aigle de gueules., - Famille noble | Gentillesse de Cusance                           |

### D
| Blason                        | Nom de la famille et blasonnement | Devise              |
| ----------------------------- | --- | ------------------- |
| Blason Dampierre-sur-le-Doubs | Famille de Dampierre-sur-le-Doubs De gueules à deux clefs d'argent passées en sautoir, surhaussées d'une fleur de lys d'or. - Famille noble |                     |
|                               | Famille Desbiez de Saint-Juan De gueules à trois étoiles d'or, posées 2 et 1, et une bande ondée d'argent abaissée sous les étoiles., Alias à un bief d'argent issant d'une montagne d'or, accompagné en chef de trois étoiles d'or. - Famille noble |                     |
|                               | Famille Domet de Mont et de Vorges D'or à un chêne arraché de sinople., Alias d'azur à trois trèfles d'or. Alias à une tour couverte en dôme d'or girouettée d'argent., - Famille noble subsistante                                                  | Virtus omnia domet, |
| Blason Doubs                  | Famille de Doubs Palé et contre-palé d'or et de gueules de six pièces. Alias d'or, au chef cousu palé de gueules et d'or de six pièces. - Famille noble                                                                                              |                     |
|                               | Famille de Dramelay ou Tramelay D'or au chef de gueules., Alias le chef chargé d'une fleur de lys d'or. - Famille noble éteinte |                     |
|                               | Famille Duprel alias du Prel ou du Pré De gueules au chevron engrêlé d'or accompagné de trois étoiles rayonnantes de même., Alias le chevron d'argent. - Famille noble éteinte                                                                       |                     |

### E
| Blason        | Nom de la famille et blasonnement                                                                              | Devise                 |
| ------------- | --- | ---------------------- |
|               | Famille d'Épenoy De gueules à trois croissants d'argent. - Famille noble                                       |                        |
| Blason Épercy | Famille d'Épercy D'azur à la croix dentelée d'or. - Famille noble éteinte                                      |                        |
|               | Famille d'Estrabonne ou Étrabonne D'or au lion d'azur., - Famille noble éteinte                                | Amabilité d'Estrabonne |
| Blason Esvans | Famille d'Esvans De gueules à la croix d'argent cantonnée de quatre coquilles de même. - Famille noble éteinte |                        |

### F
| Blason                        | Nom de la famille et blasonnement | Devise               |
| ----------------------------- | --- | -------------------- |
|                               | Famille Faivre d'Arcier De gueules à deux bandes d'or. Alias fascé de gueules et d'argent de quatre pièces, la 1re chargée de trois étoiles d'argent., Alias d'or, à trois boîtes couvertes de gueules., - Famille subsistante d'ancienne bourgeoisie |                      |
| de gueules à l'aigle d'argent | Famille de Falletans De gueules à l'aigle d'argent., Alias brisé d'un lambel à trois pendants. - Famille noble éteinte | Une fois Falletans   |
|                               | Famille Fauche de Domprel, Nancray De gueules à trois têtes de licorne d'argent, deux affrontées en chef, une en pointe., Alias à un chevron cantonné de trois têtes de licorne. - Famille noble                                                      |                      |
|                               | Famille de Faucogney D'or à trois bandes (ou cotices) de gueules., Alias de gueules, à l'aigle éployée d'argent. - Famille noble éteinte |                      |
| Blason Famille de Faulquier   | Famille Faulquier D'azur à trois faux d'or, les deux du chef affrontées. Alias à trois faux d'argent emmanchées d'or. - Famille noble éteinte |                      |
| Blason Fertans                | Famille de Fertans D'argent à la fasce d'azur chargée de trois étoiles d'or. - Famille noble éteinte |                      |
|                               | Famille Fourcault D'azur au sautoir d'or., Alias le sautoir engrêlé. - Famille noble éteinte |                      |
|                               | Famille Franchet de Rans D'azur à la tête de cheval d'argent, sans bride, lampassée de gueules., - Famille noble | Libertate, non freno |
| Blason Frasne-le-Château      | Famille de Frasne-le-Château De vair à la fasce d'or. - Famille noble |                      |
|                               | Famille Frémy d'Argillières D'or à la fasce de gueules accompagnée de trois trèfles de même. - Famille noble |                      |
|                               | Famille de Froissard D'azur au cerf passant d'or. Alias de gueules à un rencontre de cerf d'or entravaillé avec un chevron de même. - Famille noble subsistante                                                                                       |                      |

### G
| Blason | Nom de la famille et blasonnement | Devise                  |
| ------ | --- | ----------------------- |
|        | Famille Galafin, orig. Champagne Échiqueté d'argent et d'azur., Alias coupé d'argent et d'azur. - Famille noble éteinte |                         |
|        | Famille de Gilley D'argent à un chêne arraché et chargé de glands de sinople., - Famille noble éteinte |                         |
|        | Famille Girardot de Nozeroy Écartelé : aux 1 et 4 d'azur au chevron d'or, accompagné de trois croisettes de même, qui est Girardot ; aux 2 et 3, d'azur à trois colombes d'argent becquées et membrées de gueules, qui est de Nozeroy. Alias aux 1 et 4, le chevron d'argent et les croisettes de même. - Famille noble éteinte |                         |
|        | Famille Gollut D'argent au pélican de sable nourrissant ses petits., - Famille bourgeoise |                         |
|        | Famille de Gonsans D'or à la bande de gueules chargée de trois roses d'argent. Alias trois quintefeuilles. - Famille noble éteinte |                         |
|        | Famille de Gorrevod D'azur au chevron d'or. - Famille noble | Pour à jamais           |
|        | Famille de Grammont Écartelé : aux 1 et 4, de gueules au sautoir d'or, qui est de Granges ; aux 2 et 3, d'azur à trois bustes de femme de carnation couronnées d'or à l'antique, qui est de Grammont., d'azur à trois bustes de femme de carnation couronnées d'or à l'antique. - Famille noble subsistante                     | Lo soy que soy          |
|        | Famille de Granges De gueules au sautoir d'or., - Famille noble éteinte |                         |
|        | Famille de Grivel D'azur à trois taus ou croix potencées d'or. Alias de gueules au chevron d'or, accompagné en chef de deux étoiles de même et en pointe d'un croissant surmonté de trois fuseaux d'or en pal., - Famille noble                                                                                                 |                         |
|        | Famille de Grospain D'azur à la fasce d'or accompagnée de trois besants de même 2 et 1., - Famille noble éteinte | Faute d'autre gros pain |
|        | Famille de Grozon D'azur à une émanchure de deux pièces d'or., - Famille noble éteinte |                         |
|        | Famille Guillaume de Pontamougeard Tranché d'or et de gueules, à deux lions armés et lampassés de l'un en l'autre., - Famille noble éteinte |                         |

### J
| Blason                           | Nom de la famille et blasonnement | Devise             |
| -------------------------------- | --- | ------------------ |
|                                  | Famille de Jacquelin ou Jacquelain D'azur à trois étoiles d'or., Alias trois étoiles d'argent. - Famille noble éteinte                                      |                    |
|                                  | Famille de Joinville, orig. Champagne D'azur à trois broyes d'or [l'une sur l'autre] ; au chef d'argent chargé d'un lion issant du gueules. - Famille noble |                    |
| de gueules à la fasce d'argent   | Famille de La Jonchère De gueules à la fasce d'argent. - Famille noble éteinte                                                                              |                    |
|                                  | Maison de Jonvelle D'argent au lion de gueules armé et lampassé d'azur., - Maison noble éteinte                                                             |                    |
| Blason Famille Jouffroy d'Abbans | Famille de Jouffroy Fascé d'or et de sable de six pièces, la première de sable chargée de deux croisettes fleuronnées d'argent., - Famille noble            | Cum pietate juncta |
|                                  | Famille de Jougne Parti de gueules à l'épée d'or mise en pal au 1er, et d'argent à la clef de gueules au 2d., - Famille noble éteinte                       |                    |
|                                  | Famille de Joux D'or fretté de sable. - Famille noble éteinte                                                                                               | Da gloriam Deo     |

### L
| Blason                      | Nom de la famille et blasonnement | Devise                                            |
| --------------------------- | --- | ------------------------------------------------- |
| Blason Famille Lallemand    | Famille Lallemand D'argent à la fasce de sable, accompagnée de trois trèfles de gueules., - Famille noble                                                                  | Vincit in bono malum et Per varios casus Lalemand |
|                             | Famille de Lambrey D'azur au chevron d'or accompagné de trois fermaux losangés d'or., Alias de … à la fasce de … surmontée de trois coquilles de … - Famille noble éteinte |                                                   |
|                             | Famille Lamy de La Perrière D'azur à trois lézards d'argent en pal 2 et 1. - Famille noble                                                                                 |                                                   |
|                             | Famille de Lantenne De sable à la croix d'argent. - Famille noble |                                                   |
| Blason Famille de Laurencin | Famille de Laurencin-Beaufort De sable au chevron d'or accompagné de trois étoiles d'argent., - Famille noble                                                              | Post tenebras spero lucem et Lux in tenebris      |
|                             | Famille de Laviron D'or à la fasce d'azur., - Famille noble éteinte |                                                   |
| Blason Lavoncourt           | Famille de Lavoncourt D'azur à sept coquilles d'argent posées alternativement 1 et 2. - Famille noble                                                                      |                                                   |
|                             | Famille de Lezay-Marnésia Parti d'argent et de gueules, à la croix ancrée, ajourée en carré de l'un en l'autre., - Famille noble éteinte                                   |                                                   |
|                             | Famille de Liesle D'argent à trois fasces de gueules. - Famille noble |                                                   |
| Blason Famille Longin       | Famille Longin De gueules à cinq billettes d'or mises en sautoir ; écartelé d'or à trois bandes de gueules., - Famille noble                                               |                                                   |
| Blason Longwy               | Famille de Longwy D'azur à la bande d'or. - Famille noble éteinte |                                                   |
|                             | Famille de Loyte d'Aresches D'azur à un agneau pascal d'argent onglé d'or., - Famille noble éteinte                                                                        |                                                   |
| Blason Famille Luc          | Famille Luc D'azur au sautoir haussé d'or accompagné en pointe d'un croissant d'argent. - Famille noble éteinte                                                            |                                                   |
|                             | Famille Luxeul D'azur au soleil d'or., |                                                   |

### M
| Blason                                  | Nom de la famille et blasonnement | Devise                 |
| --------------------------------------- | --- | ---------------------- |
|                                         | Famille Macon d'Esboz Parti d'or et d'argent ; au sautoir engrêlé de gueules brochant sur le tout., - Famille noble |                        |
|                                         | Famille de Maisod ou Maizod De gueules à deux épées d'argent passées en sautoir. Alias à la croix pattée et recroisetée d'argent. - Famille noble |                        |
| Blason Famille Mareschal de Charentenay | Famille Mareschal de Charentenay, de Vezay D'argent à la bande d'azur chargée de trois étoiles d'or et accompagnée de deux grappes de raisin de pourpre, feuillées et tigées de sinople, celle de la pointe ayant la queue en bas., - Famille noble subsistante            | Cœli solique munere    |
|                                         | Famille Marmier De gueules à une marmotte rampante d'argent., - Famille d'ancienne bourgeoisie |                        |
|                                         | Famille de Marnay De sable au soleil d'or., - Famille noble |                        |
| de gueules à trois maillets d'or        | Famille Masson d'Ivrey De gueules à trois maillets d'or, posés 2 et 1., Alias d'azur, au chevron d'or accompagné de trois glands de même. - Famille noble |                        |
|                                         | Famille Matal D'azur à un éléphant passant d'or. Alias à la fasce d'or accompagnée de trois cloches d'argent. - Famille noble éteinte |                        |
| Blason Molpré                           | Famille de Molpré ou Molprez De gueules au chevron d'argent chargé de trois trèfles tigés de sinople et brisé d'un croissant d'or en pointe. Alias d'or, à trois bandes de gueules., - Famille noble éteinte                                                               | Sagesse de Molprel     |
|                                         | Famille Monnier de Noironte et de Savigna D'azur à la bande d'or accompagnée de deux besants de même. - Famille noble | Semper idem            |
|                                         | Famille de Mont-Saint-Léger ou Mont-Saint-Ligier D'argent à la croix ancrée de sable., Alias de gueules, à cinq merlettes d'argent 2, 2, 1. - Famille noble |                        |
|                                         | Famille de Montagu-Boutavant ou Montaigu De gueules au croissant d'argent. - Famille noble |                        |
| de gueules à l'aigle d'argent           | Famille de Montaigu De gueules à l'aigle d'argent., - Famille noble éteinte |                        |
|                                         | Maison de Montbéliard De gueules à deux bars adossés d'or. Alias semé de fleurs de lys d'or accompagnées de deux bars adossés de même, brisés d'un lambel à trois pendants d'argent. - Famille noble                                                                       |                        |
| Blason Montfaucon                       | Famille de Montfaucon De gueules à deux bars adossés d'or., Alias brisé d'un lambel d'azur à quatre (cinq) pendants. Alias brisé d'une bande chargée d'un lambel à cinq pendants. - Famille noble éteinte                                                                  |                        |
|                                         | Famille de Montgesoye De gueules, au chef d'or émanché de quatre pièces chargées chacune d'une croisette recroisetée de gueules., - Famille noble éteinte |                        |
|                                         | Maison de Montjoie De gueules à la clef d'or mise en pal. Alias de gueules à deux clefs d'or en pal, écartelé de gueules à neuf billettes d'or, qui est Thuillières. - Maison noble                                                                                        |                        |
| Blason Montmirey                        | Famille de Montmirey Burelé d'argent et de sable ; au lion brochant de gueules. Alias tranché, émanché d'argent et de gueules. - Famille noble |                        |
|                                         | Famille de Montrichard De vair à une croix de gueules., - Famille noble | Præmium virtutis honor |
|                                         | Famille de Montrond De gueules au chevron d'argent accompagné de trois besants d'or. - Famille noble éteinte |                        |
|                                         | Famille de Montrost D'or au chevron de sable., - Famille noble éteinte |                        |
| Blason Montureux                        | Famille de Montureux-sur-Saône D'or à une bande d'azur., - Famille noble éteinte |                        |
|                                         | Famille Mouchet de Battefort de Laubespin Écartelé : aux 1 et 4 d'azur au sautoir d'or accompagné de quatre billettes du même ; aux 2 et 3 de gueules à l'épée d'argent ; sur le tout de gueules à la fasce d'argent, accompagnée de trois émouchets d'or. - Famille noble |                        |
|                                         | Famille de Moustier De gueules au chevron d'argent accompagné de trois aiglettes d'or., - Famille noble subsistante |                        |

### N
| Blason                     | Nom de la famille et blasonnement                                                                                          | Devise               |
| -------------------------- | --- | -------------------- |
| Blason Nancuise            | Famille de Nancuise D'or à la bande componée d'azur et de sable., Alias componée d'or et de sable. - Famille noble éteinte |                      |
| Blason Maison de Neuchatel | Famille de Neuchâtel, orig. Suisse D'or à un pal de gueules chevronné de trois pièces d'argent. - Famille noble            |                      |
|                            | Famille de Neufchâtel ou Neuchâtel De gueules à la bande d'argent., Alias écartelé de Montaigu. - Famille noble éteinte    | Fierté de Neufchâtel |

### O
| Blason                         | Nom de la famille et blasonnement                                                                                 | Devise                |
| ------------------------------ | --- | --------------------- |
| Blason Oiselay                 | Famille d'Oiselay De gueules à la bande vivrée d'or. Alias brisé d'un croissant d'argent en chef. - Famille noble | Non inferiore secutus |
|                                | Famille d'Orchamps De gueules au chevron d'or accompagné de trois étoiles de même., - Famille noble éteinte       |                       |
|                                | Famille d'Oricourt D'argent à trois jumelles de gueules. - Famille noble                                          |                       |
| d'argent au sautoir de gueules | Famille d'Orsans D'argent au sautoir de gueules. - Famille noble                                                  |                       |

### P
| Blason                        | Nom de la famille et blasonnement | Devise                      |
| ----------------------------- | --- | --------------------------- |
|                               | Famille de La Palud, orig. Bresse De gueules à la croix d'hermine. - Famille noble |                             |
| Blason Patornay               | Famille Patornay du Fied D'azur à trois croissants d'or 2 et 1, et une quintefeuille de même en cœur., - Famille noble éteinte |                             |
|                               | Famille Pernot et Pernot de Fontenelle, ou Perrenot D'azur à trois poires d'or tigées et feuillées de même., Alias à deux épées d'argent à garde et poignée d'or en sautoir, accompagnées de trois étoiles d'argent, une en chef et deux aux cantons. - Famille noble éteinte  |                             |
|                               | Famille Perrenot de Granvelle D'argent à trois bandes de sable ; au chef cousu d'Empire (d'or à l'aigle éployée de sable). Alias au chef de sable, chargé de trois croissants d'argent., - Famille noble éteinte                                                               | Sic visum Superis et Durate |
|                               | Famille Pillot D'azur à trois fers de pique d'argent la pointe en bas posés 2 et 1. Alias à une couronne de … en chef. - Famille noble |                             |
|                               | Famille du Pin D'argent à la fasce de gueules chargée d'un lion naissant d'or., - Famille noble éteinte |                             |
| Blason Famille de Plaine      | Famille de Plaine ou Plâne, Plaigne De gueules à la fasce d'argent sommée de trois grelots de même [rangés] en fasce., - Famille noble |                             |
| Blason Famille de La Platière | Famille de La Platière D'argent au chevron de gueules accompagné de trois [anilles] de sable., Alias d'azur, à une fasce d'or accompagnée de trois hermines de sable. - Famille noble éteinte                                                                                  |                             |
|                               | Famille de Poitiers D'azur, à six besants d'argent posés 3, 2 et 1 ; au chef d'or., Alias parti ; au 2 d'azur à l'aigle d'or. - Famille noble |                             |
|                               | Famille de Poligny De gueules au chevron d'argent., - Famille noble éteinte | À Dieu plaise               |
|                               | Famille de Pontailler De gueules au lion d'or couronné de même, armé et lampassé d'azur., - Famille noble |                             |
|                               | Famille de Poupet D'or au chevron brisé d'azur, accompagné de trois perroquets de sinople becqués et membrés de gueules., Alias écartelé de Clermont. - Famille noble éteinte                                                                                                  |                             |
|                               | Famille de Precipiano, orig. Gênes De gueules à une épée d'argent pommetée d'or posée en fasce, la pointe à dextre., - Famille noble éteinte | Dieu et mon épée            |
| chevronné d'or et de gueules  | Famille de Présentevillers Chevronné d'or et de gueules de six pièces. - Famille noble éteinte |                             |
| Blason Famille Prost          | Famille Prost de Lacuzon Coupé de gueules et d'azur, au souci d'or sur les gueules et à l'épée d'argent en pal sur l'azur. Alias de … au cheval passant de … surmonté de deux fleurs de lys en chef et accompagné de deux fleurs montant de dextre à senestre. - Famille noble |                             |
|                               | Famille Pusel de Boursières D'azur à trois fasces ondées d'or. - Famille noble éteinte |                             |

### Q
| Blason | Nom de la famille et blasonnement                                                                            | Devise |
| ------ | --- | ------ |
|        | Famille de Quingey D'azur à la croix d'argent chargée de cinq coquilles de gueules., - Famille noble éteinte |        |

### R
| Blason                      | Nom de la famille et blasonnement | Devise                  |
| --------------------------- | --- | ----------------------- |
|                             | Famille de Raincourt De gueules à la croix d'or cantonnée de dix-huit billettes de même, dix en chef, huit en pointe., - Famille noble | Continence de Raincourt |
|                             | Famille Rance de Guiseul D'azur au croissant d'argent. - Famille noble |                         |
|                             | Famille Raulin ou Rolin De gueules à trois clefs d'or. - Famille noble éteinte |                         |
| Blason Famille de Ray       | Famille de Ray De gueules à un rais d'escarboucle d'or, pommeté et fleuronné de même. - Famille noble |                         |
|                             | Famille Renard de Bermont D'azur à une ancre d'argent, accompagnée de deux dauphins renversés d'argent, mordant les branches de l'ancre et passés en sautoir ; au chef triangulaire d'or chargé d'une aigle éployée d'azur. Alias au chef enté d'or, à l'aigle impériale d'azur. - Famille noble éteinte                                                   |                         |
|                             | Famille Richardot D'azur à deux palmes d'or mises en sautoir, cantonnées de quatre étoiles de même., Alias au chevron d'or, accompagné de trois besants d'argent. - Famille noble |                         |
| Blason Famille de Rochefort | Famille de Rochefort D'azur semé de billettes d'or ; au chef d'argent chargé d'un lion léopardé de gueules. Alias d'argent au lion [passant] de gueules, coupé d'azur à neuf billettes d'or., - Famille noble | Insolence de Rochefort  |
| Blason Famille de Ronchamp  | Famille de Ronchamp De gueules à trois cotices d'or. - Famille noble |                         |
|                             | Famille de Rougemont D'or à l'aigle de gueules, becquée, membrée et couronnée d'azur., Alias becquée et membrée. - Famille noble | Chevance de Rougemont   |
| Blason Roulans              | Famille de Roulans De gueules à la bande d'argent. - Famille noble |                         |
|                             | Famille Le Roy de Lisa de Chateaubrun Écartelé : aux 1 et 4, échiqueté d'argent et de gueules (de Forges de Chateaubrun) ; aux 2 et 3, de Montmorency ; sur le tout, d'argent au chevron de gueules accompagné en chef de deux merlettes de sable et en pointe d'un lion de gueules, au chef d'azur chargé de trois étoiles d'or (Le Roy). - Famille noble |                         |
| Blason Rupt                 | Famille de Rupt D'azur à la bande d'or accompagnée de sept croisettes fleuronnées et fichées de même., - Famille noble éteinte | Vaillantise de Rupt     |
|                             | Famille de Rye D'azur à l'aigle d'or., - Famille noble | Générosité de Rye       |

### S
| Blason | Nom de la famille et blasonnement | Devise                                                 |
| ------ | --- | ------------------------------------------------------ |
|        | Famille de Sagey D'azur à la croix ancrée d'or., - Famille noble éteinte |                                                        |
|        | Famille de Saint-Amour D'argent au lion de sable armé et couronné d'or., Alias d'azur au lion couronné d'argent, armé et lampassé de sable. - Famille noble éteinte                         |                                                        |
|        | Famille de Saint-Germain De gueules au chevron d'argent. - Famille noble |                                                        |
|        | Famille de Saint-Germain D'or à la fasce de gueules. - Famille noble |                                                        |
|        | Famille de Saint-Julien De gueules à trois jumelles d'argent., - Famille noble éteinte |                                                        |
|        | Famille de Saint-Mauris en Montagne De sable à deux fasces d'argent., - Famille noble éteinte                                                                                               | Antique, fier et sans tache alias De la mort je me ris |
|        | Famille de Saint-Moris-Salins De gueules au chevron d'argent accompagné de deux étoiles en chef et d'une rose de même en pointe. Alias accompagné de trois étoiles. - Famille noble éteinte |                                                        |
|        | Famille de Sainte-Colombe Écartelé d'argent et d'azur. - Famille noble |                                                        |
|        | Famille de Salins D'or à la bande de gueules. - Famille noble éteinte |                                                        |
|        | Famille de Salins-la-Bande De gueules à la bande d'or. - Famille noble éteinte | Accortise de Salins                                    |
|        | Famille de Salins-Vincelles D'azur à trois fusées d'or [rangées] en fasce., - Famille noble éteinte                                                                                         |                                                        |
|        | Famille de Scey De sable au lion d'or couronné de même, armé et lampassé de gueules, avec neuf croisettes recroisetées au pied fiché d'or. - Famille noble subsistante                      | Vanité de Scey                                         |

### T
| Blason            | Nom de la famille et blasonnement | Devise |
| ----------------- | --- | ------ |
|                   | Famille Tartarin D'argent à trois têtes de Maure de sable tortillées d'argent., - Famille noble éteinte |        |
|                   | Famille de Thurey De gueules au sautoir d'or. Alias coupé de gueules à quatre pals d'argent et d'argent à la rose de gueules., - Famille noble éteinte |        |
|                   | Famille Tissot et Tissot de Mérona D'azur au sautoir engrêlé d'or, chargé en cœur d'une rose d'azur., Alias au chevron d'or accompagné en pointe d'une plante de joubarbe de même. Alias au sautoir d'or, cantonné à dextre et à senestre de deux roses de même. - Famille noble |        |
| Blason Tranchant  | Famille Tranchant de Borrey et de La Verne D'azur au dauphin d'argent couronné d'or ; au chef d'argent chargé de trois mouchetures d'hermine de sable., Alias au lion d'argent armé, lampassé et couronné de gueules, à trois fasces d'azur sur le tout.                         |        |
| Blason Trevillers | Famille de Trévillers D'azur à deux bars adossés d'argent accompagnés en chef d'une croisette de même., - Famille noble éteinte |        |

### V
| Blason            | Nom de la famille et blasonnement | Devise                        |
| ----------------- | --- | ----------------------------- |
| Blason Vandenesse | Famille de Vandenesse D'or à quatre pals de gueules, au chevron d'argent brochant sur le tout ; au chef d'Empire (d'or à une aigle éployée de sable)., - Famille noble éteinte |                               |
|                   | Famille de Vaudrey De gueules émanché d'argent de deux pièces., - Famille noble éteinte | J'ai valu, je vaux et vaudrai |
|                   | Famille de Vaulchier du Deschaux D'azur au chevron d'or accompagné de trois étoiles de même., Alias de deux cors de chasse virolés d'argent en chef et d'une tête de bœuf d'or en pointe. - Famille noble                                                                                             |                               |
|                   | Famille de Vaux D'azur à trois bonnets ou chapeaux d'Albanais d'or. - Famille noble |                               |
|                   | Famille de Vennes De gueules à la fasce d'or. - Famille noble éteinte |                               |
|                   | Famille de Vercel D'azur à trois bandes d'or. Alias d'or au bœuf passant de gueules. - Famille noble éteinte |                               |
|                   | Famille de Vergy De gueules à trois quintefeuilles percées d'or. - Famille noble éteinte |                               |
|                   | Famille de La Verne De gueules au lambel d'or à deux pendants. Alias le lambel d'argent. - Famille noble éteinte |                               |
|                   | Famille du Vernois De gueules émanché de deux pièces d'or., - Famille noble éteinte | Ribauderie du Vernois         |
|                   | Maison de Vienne De gueules à l'aigle d'or. Alias l'aigle armée et membrée d'azur. - Maison noble | Tout bien à Vienne            |
|                   | Famille Vigoureux et Vigoureux du Plessis D'azur à trois poires feuillées d'or, la queue en haut., - Famille noble éteinte |                               |
|                   | Famille de Villers D'or à la fasce de gueules. - Famille noble | Accueillance de Villers       |
|                   | Famille de Villey, orig. Lorraine Coupé : en chef échiqueté d'or et de gueules, au franc-quartier d'argent chargé d'une merlette de sable ; en pointe, d'azur à trois quintefeuilles d'argent., Alias coupé d'argent et de gueules, l'argent chargé de trois pals de gueules. - Famille noble éteinte |                               |

### W
| Blason | Nom de la famille et blasonnement                                                                 | Devise |
| ------ | ------------------------------------------------------------------------------------------------- | ------ |
|        | Famille de Watteville, orig. Suisse De gueules à trois demi-vols d'argent 2 et 1. - Famille noble |        |
|        | Famille de Wiltz, orig. Luxembourg D'or au chef de gueules. - Famille noble éteinte               |        |

- Haut – A
- B
- C
- D
- E
- F
- G
- H
- I
- J
- K
- L
- M
- N
- O
- P
- Q
- R
- S
- T
- U
- V
- W
- X
- Y
- Z